# Charter (film)
Charter è un film del 2020 diretto da Amanda Kernell.

## Riconoscimenti
Guldbagge - 2020
Miglior attrice a Ane Dahl Torp
Migliore fotografia a Sophia Olsson
Candidatura migliore scenografia a Sabine Hviid